# تپه جامیشلو بزرگ
تپه جامیشلو بزرگ مربوط به دوران‌های تاریخی پس از اسلام است و در شهرستان رزن، بخش مرکزی، روستای جامیشلو واقع شده و این اثر در تاریخ ۱۱ شهریور ۱۳۸۲ با شمارهٔ ثبت ۹۸۵۲ به‌عنوان یکی از آثار ملی ایران به ثبت رسیده است.